# Stoiłowo
Stoiłowo (bułg. Стоилово) – wieś w Bułgarii, w obwodzie Burgas, w gminie Małko Tyrnowo. W 2023 roku liczyła 55 mieszkańców.